# Miguel de Olivares (jesuita)
Para el arquitecto español, véase Miguel de Olivares.
Miguel de Olivares y González (Chillán, 26 de septiembre de 1672 o 21 de septiembre de 1713 - Imola, Italia, 14 de enero de 1786 o 30 de abril de 1793) fue un historiador, sacerdote jesuita y misionero del Chile virreinal entre el pueblo mapuche.
Escribió sobre la historia de Chile y la de su congregación en dicho país, abarcando en sus escritos el periodo comprendido entre la Conquista y mediados del siglo XVIII. Diversos autores han discrepado, a lo largo del tiempo, acerca de las fechas de su nacimiento y su muerte en el exilio.
En su juventud ingresó en la Compañía de Jesús. Fue destinando a diverso trabajos y misiones en Santiago, Bucalemu, Maipo, Maule, Quillota, Valparaíso, Chiloé, el territorio mapuche (Boroa y Toltén, entre otros), Valdivia, Cuyo y Mendoza (actual Argentina), Concepción y San José de Mocha, donde lo sorprendió la expulsión de los jesuitas de España y sus colonias en 1767. Entonces, pese a su avanzada edad, fue exiliado junto a sus compañeros. 
Autor de una Historia de la Compañía de Jesús en Chile, escrita entre 1736 y 1738, y de una Historia militar, civil y sagrada de lo acaecido en la conquista y pacificación del Reino de Chile, comenzada por orden de sus superiores (1758). La segunda parte esta obra se encuentra casi completamente  perdida, salvo por un par de capítulos, desde que le fueran arrebatados todos sus manuscritos al recalar en Lima (1767-1768). En esas circunstancias, cuando pasaba por Perú junto con los otros miembros expulsados de su congregación, el virrey Manuel de Amat y Junient ordenó que se le decomisara sus papeles. 
Murió exiliado en Imola (Italia), donde se radicó junto con otros jesuitas chilenos, como Juan Ignacio Molina y Manuel Lacunza. Sus obras recuperadas (Historia de la Compañía de Jesús en Chile y la primera parte de Historia militar, civil y sagrada...) se editaron en Santiago en 1864, 78 años después de su fallecimiento, siendo los volúmenes VII y IV de la Colección de historiadores de Chile y documentos relativos a la historia nacional. Algunos capítulos aislados de la segunda parte de su Historia militar, civil y sagrada..., hallados después, fueron publicados en 1901.

## Obras
- Historia de la Compañía de Jesús en Chile.
Historia militar, civil y sagrada de lo acaecido en la conquista y pacificación del Reino de Chile. (primera parte)